# Франтішек Раух
Франтішек Раух (чеськ. František Rauch; нар. 4 лютого 1910, Пльзень — пом. 23 вересня 1996, Прага) — чеський піаніст.

## Біографія
Син власника фортепіанного магазину, закінчив одночасно школу комерції в Пльзені і Празьку консерваторію, де серед його педагогів був Вітезслав Новак, чиї твори в подальшому становили важливу частину репертуару Рауха. Потім займався відкриттям філії відомої фабрики музичних інструментів August Förster в місті Їржиков. Лише у 23 роки почав кар'єру професійного музиканта. Був відомий, перш за все, як виконавець Шопена, очолював чехословацьке шопенівське товариство. За виконання творів Роберта Шумана був удостоєний Премії Роберта Шумана (1979). Записав близько 60 дисків. З 1939 року викладав у Празькій консерваторії, серед його учнів, зокрема, Петр Ебен та Валентина Каменікова.